# 187700 Zagreb
187700 Zagreb (privremena oznaka 2008 EG8), asteroid glavnog pojasa. Otkrila su ga braća Aleksandar i Stefan Cikota, 2. ožujka 2008. sa zvjezdarnice La Sagra. Nazvan je po glavnom gradu Hrvatske, Zagrebu.

## Vanjske poveznice
- Minor Planet Center